# Ephedra californica
Ephedra californica — вид голонасінних рослин класу гнетоподібних.

## Опис
Це тонкий чагарник з гілками, які зеленуваті, коли нові, а з віком набувають жовтувато-сірого кольору і мають тонкі поздовжні канавки на їх поверхні. Кора стає сіро-коричневою, і з нерегулярними тріщинами. Висота 0.25-1 метр з подібним розповсюдженням. Крихітні листки ростуть у вузлах на гілках, стають сухими під час посухи, й руйнуючись залишають коричневі хребти. Чоловічі рослини виробляють шишки зі скупченнями пилку у вузлах, а жіночі рослини виробляють у яйцеподібні шишки кожна близько 1 см завдовжки, з травня по червень.

## Поширення, екологія
Країни проживання: Мексика (Баха-Каліфорнія); Сполучені Штати Америки (Каліфорнія). Росте на висотах від рівня моря до 1350 м. Цей стоячий чагарник росте серед кущистих луків і долинних луків і в посушливій пустелі. Часто зустрічається на сухих схилах на піщаному ґрунті. Пов'язаний з Aesculus parryi, Agave shawii, Ambrosia dumosa, Dudleya, Eriogonum fasciculatum, Euphorbia misera, Franseria, Galvesia juncea, Haplopappus occidentalis, Hymenoclea salsoa, Juniperus, Larea tribentata, Lycium, Machaerocereus gummosus, Mamillaria dioica, Opuntia, Rhus integrifolia, Simmondsia, Solanum, Yucca. Квіти є з лютого по травень, шишки — з березня по квітень. Насіння може бути розосереджене по сховкам гризунів.

## Використання
Стебла більшості членів цього роду містять алкалоїд ефедрин і відіграють важливу роль в лікуванні астми та багатьох інших скарг дихальної системи.

## Загрози та охорона
Серйозних загроз не відомо в даний час. Не відомо, чи є в ботанічних садах. Вид представлений в ботанічних садах.

## Галерея

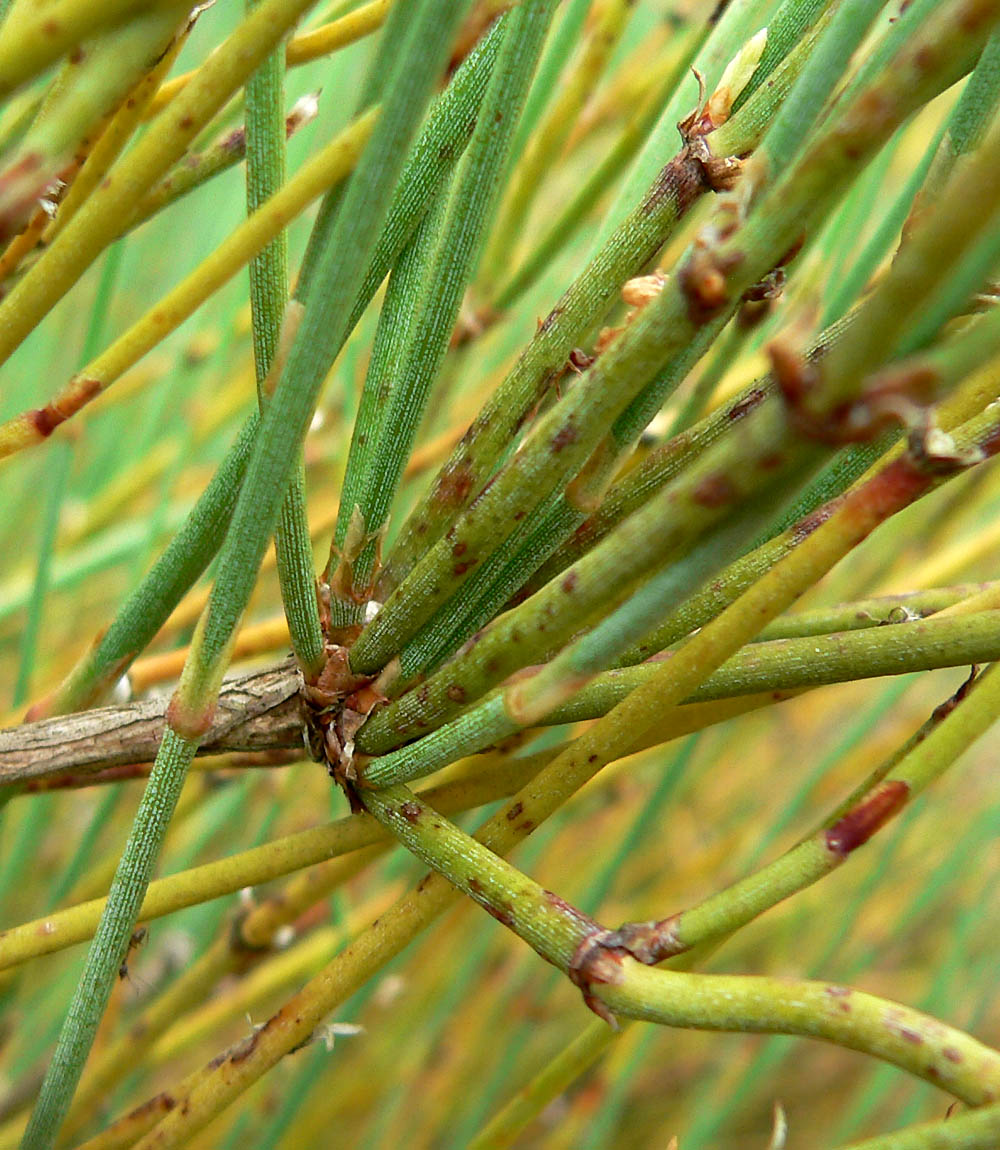
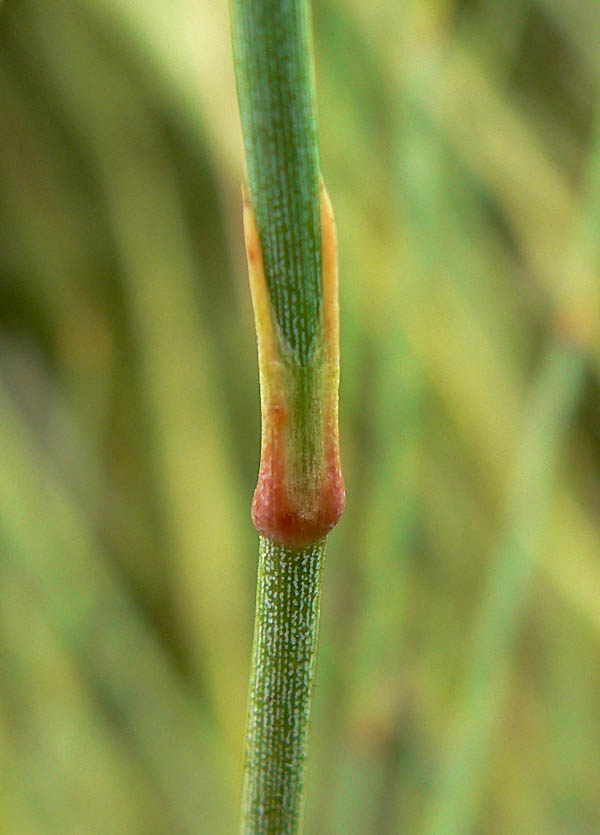
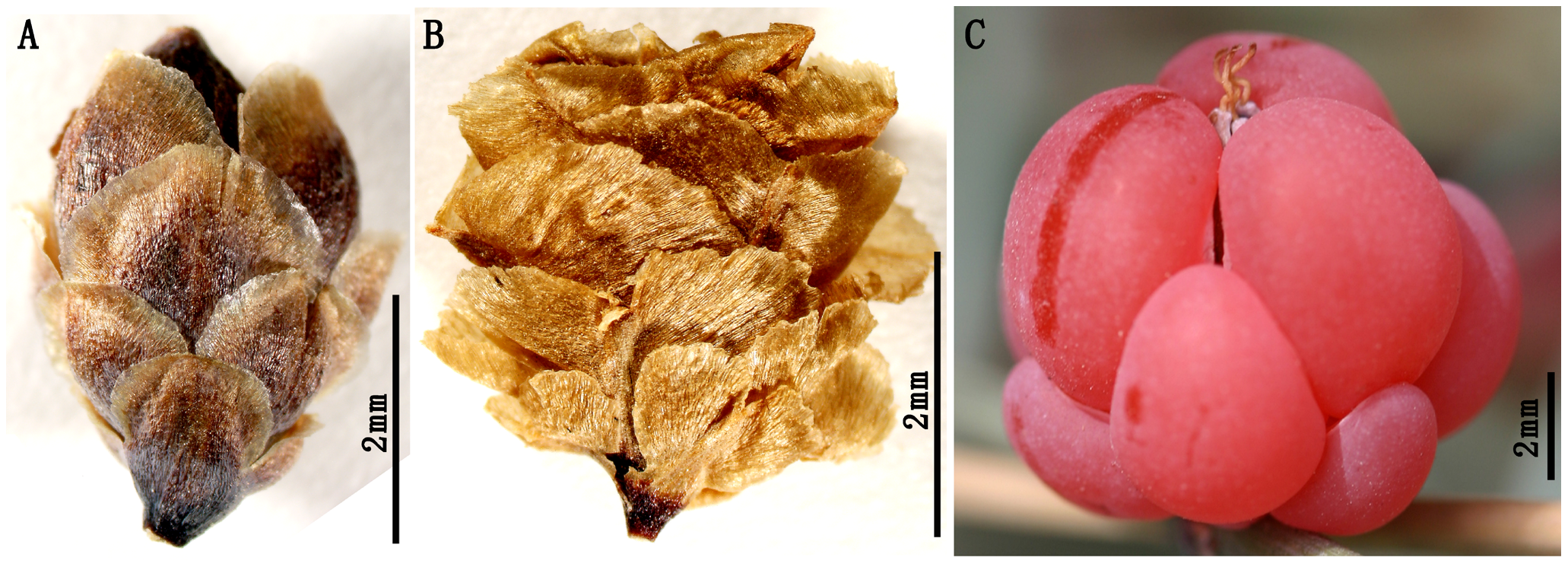